# گلوله برفی (فیلم)
گلوله برفی (ایتالیایی: Palla di neve) یک فیلم در ژانر کمدی و ماجراجویی به کارگردانی مائوریتسیو نیکتی است که در سال ۱۹۹۵ منتشر شد.

## بازیگران
- پائولو ویلاجیو
- آلساندرو هابر
- لئو گولوتا
- مونیکا بلوچی
- آنا فالکی
- روبرتو دلا کازا
- مائوریتسیو نیکتی
- لوئیس مولتنی